# Bathyphantes pusiolus
Bathyphantes pusiolus là một loài nhện trong họ Linyphiidae.
Loài này thuộc chi Bathyphantes. Bathyphantes pusiolus được Fickert miêu tả năm 1875.